# SPIRIT (松田樹利亜の曲)
SPIRIT(スピリット)は松田樹利亜の16枚目のシングル。

## 内容
テレビ東京系「イチオシ」5月度エンディング・テーマ及び6月度オープニング・テーマ、TVS「HOT WAVE」5月・6月度オープニング・テーマ。本作のシングル以降、鈴木慎一郎が作曲・編曲を担当している。

## 批評
CDジャーナルは「自作曲から一切の迷いが消えたように感じる。音楽を作りたい、唄いたいという情熱に衝き動かされて、彼女が選び取ったラウドなロックに嘘はない」と評した。

## 収録曲
全曲　作詞：松田樹利亜　作曲・編曲：鈴木慎一郎
1. SPIRIT
2. LIFE
3. HUDY